# Грађанска опција за Македонију
Грађанска опција за Македонију (мкд. Граѓанска опција за Македонија, скраћено ГРОМ) је парламентарна политичка странка у Северној Македонији.
Председник странке је Стевчо Јакимовски.

## Избори
На парламентарним изборима 2014. учествовала је у коалицији коју је и предводила, цела коалиција је освојила 1 мандат који је припао ГРОМ-у. Уједно је учествовала на председничким изборима 2014. са кандидатом Зораном Поповским који је освојио 3,61% у првом кругу гласања.
На парламентарним изборима 2016. је учествовала у коалицији коју предвоци ВМРО−ДПМНЕ и освојила је 2 мандата.